# Alfa Romeo Disco Volante
L'Alfa Romeo 1900 C52, più conosciuta come "Disco Volante", è una serie di concept car prodotta dall'Alfa Romeo dal 1952 al 1953.

## Il contesto
Per l'Alfa Romeo l'immediato dopoguerra e l'inizio degli anni cinquanta furono un periodo proficuo nelle gare, costellato da molte vittorie, coronate dalle vittorie dei primi due campionati del mondo di Formula 1 grazie rispettivamente a Nino Farina (1950) e Juan Manuel Fangio (1951).
Tuttavia nel 1950 la dirigenza dell'Alfa Romeo decise di ritirarsi ufficialmente dalle competizioni per concentrarsi sullo sviluppo della 1900. La nuova vettura, una berlina sportiva di medie dimensioni, venne realizzata in grande serie grazie all'introduzione della catena di montaggio; una rivoluzione in un'azienda la cui fama travalicava i confini nazionali grazie alla produzione di modelli eleganti e potenti realizzati artigianalmente.
A questo punto l'Alfa Romeo decise di progettare delle versioni sportive della 1900. Prima venne lanciata la Sprint, una versione dell'autotelaio di serie con passo accorciato e motore potenziato, poi questo stesso motore venne montato sulla scocca della berlina dando origine alla 1900 TI (Turismo Internazionale); entrambi i modelli ebbero largo successo nelle gare di Turismo. L'ufficio tecnico tuttavia non era ancora soddisfatto dei risultati e, desideroso di rientrare ufficialmente in pista tra le vetture sport, realizzò la 1900 C52 (Competizione per la stagione 1952).
A quest'ultima venne associato quasi subito il soprannome Disco Volante per la forma particolare della carrozzeria creata dagli artigiani della Touring. All'epoca, infatti, erano entrati nell'immaginario collettivo gli UFO e i loro "dischi volanti" soprattutto grazie ai molti film di fantascienza usciti nelle sale cinematografiche come Ultimatum alla Terra e Gli invasori spaziali.

## Storia del modello
La 1900 C52 Disco Volante venne progettata da Gioachino Colombo e Carlo Chiti, sotto la supervisione di Orazio Satta Puliga e con la collaborazione della carrozzeria Touring, partendo dallo schema meccanico della 1900C Sprint, di cui però conserva ben poco.
La Disco Volante eredita dalla 1900C Sprint l'impostazione generale, con motore anteriore longitudinale e trazione posteriore, e il propulsore, un quattro cilindri in linea 1997 cm³ di cilindrata, ma con basamento in lega leggera e potenziato fino a 158 CV grazie all'adozione di due carburatori doppio corpo, accoppiato ad un cambio manuale a quattro marce. Il telaio scatolato della 1900 venne invece sostituito da uno tubolare progettato ex-novo insieme alla carrozzeria, disegnata e costruita dalla Touring con il sistema brevettato Superleggera, per cui dei leggeri pannelli di alluminio vengono fissati ad un traliccio di tubi di acciaio.
La carrozzeria ha un'originale linea biconvessa particolarmente aerodinamica, frutto di prove nella galleria del vento, che permetteva all'auto di raggiungere una velocità massima di 220 km/h. La Disco Volante possedeva infatti un bassissimo coefficiente di resistenza aerodinamica; secondo alcune fonti esso aveva infatti un valore di 0,25. Vista la peculiarità della linea del corpo vettura, l'Alfa Romeo decise di depositarne il brevetto come "Modello ornamentale".

Dopo la prima Disco Volante spider venne realizzata anche la corrispettiva versione coupé, sostanzialmente identica alla prima spider con l'aggiunta di un rastremato tettuccio a coprire i due occupanti. I due prototipi vennero testati in vista di un possibile impiego agonistico ed evidenziarono un'ottima velocità di punta, circa 220 Km/h, ma scarsa maneggevolezza, dovuta principalmente alla larghezza del corpo vettura. Allora venne realizzata una terza spider, battezzata "fianchi stretti", perché più stretta rispetto agli altri due esemplari essendo priva dei caratteristici parafanghi bombati, che avrà una breve carriera agonistica in mani private.

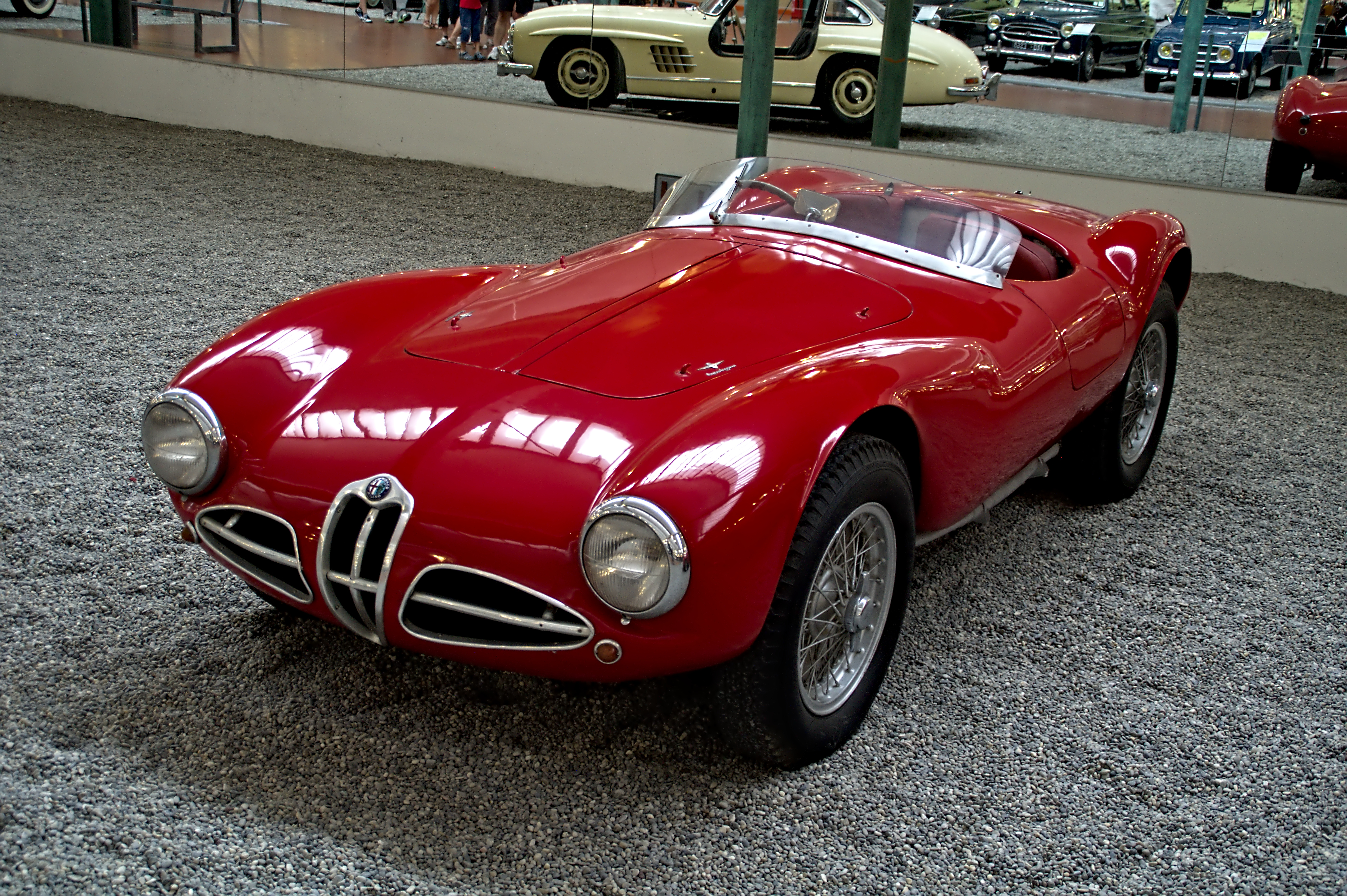
L'Alfa Romeo 1900 C52 Disco Volante "fianchi stretti"

Infine vennero costruite altre due spider, con carrozzerie simili a quella della prima auto, ma dotate del motore sei cilindri in linea 3 litri progettato da Giuseppe Busso per il prototipo 6C 3000, potenziato per sviluppare 230 CV. Il peso, pur aumentato da 735 a 760 kg, è ancora particolarmente esiguo e permetteva a quella che è nota come 6C 3000 Disco Volante (6 Cilindri 3000 cm3) di raggiungere i 240 km/h.
Nel biennio 1952-53 le vetture vennero testate a lungo, in particolare da Consalvo Sanesi, sulla pista dell'Autodromo di Monza evidenziando tuttavia scarsa stabilità alle alte velocità a causa della forma rastremata della coda, perciò ogni successiva velleità agonistica venne abbandonata a favore della nuova 6C 3000 CM.
Grazie alla sua linea straordinaria la 1900 C52 divenne famosa in breve tempo, soprattutto negli USA, tanto che all'Alfa Romeo arrivarono numerose prenotazioni raccolte soprattutto dall'importatore americano Max Hoffman; tuttavia, nonostante le sue pressioni e quelle di personaggi famosi come l'attore Tyrone Power, l'azienda decise di far rimanere il modello una vettura sperimentale. Un singolare appassionato della Disco Volante vi è l'astronauta americano Charles Conrad, uno dei pochi uomini ad aver guidato un veicolo spaziale, che si fece fotografare accanto ad una di esse durante una visita al Museo Storico Alfa Romeo.
Una scultura in bronzo ispirata alla Disco Volante è stata presentata alla Fiera di Milano nell'estate del 2010 in occasione delle celebrazioni del centenario di fondazione dell'Alfa Romeo.

## Le eredi

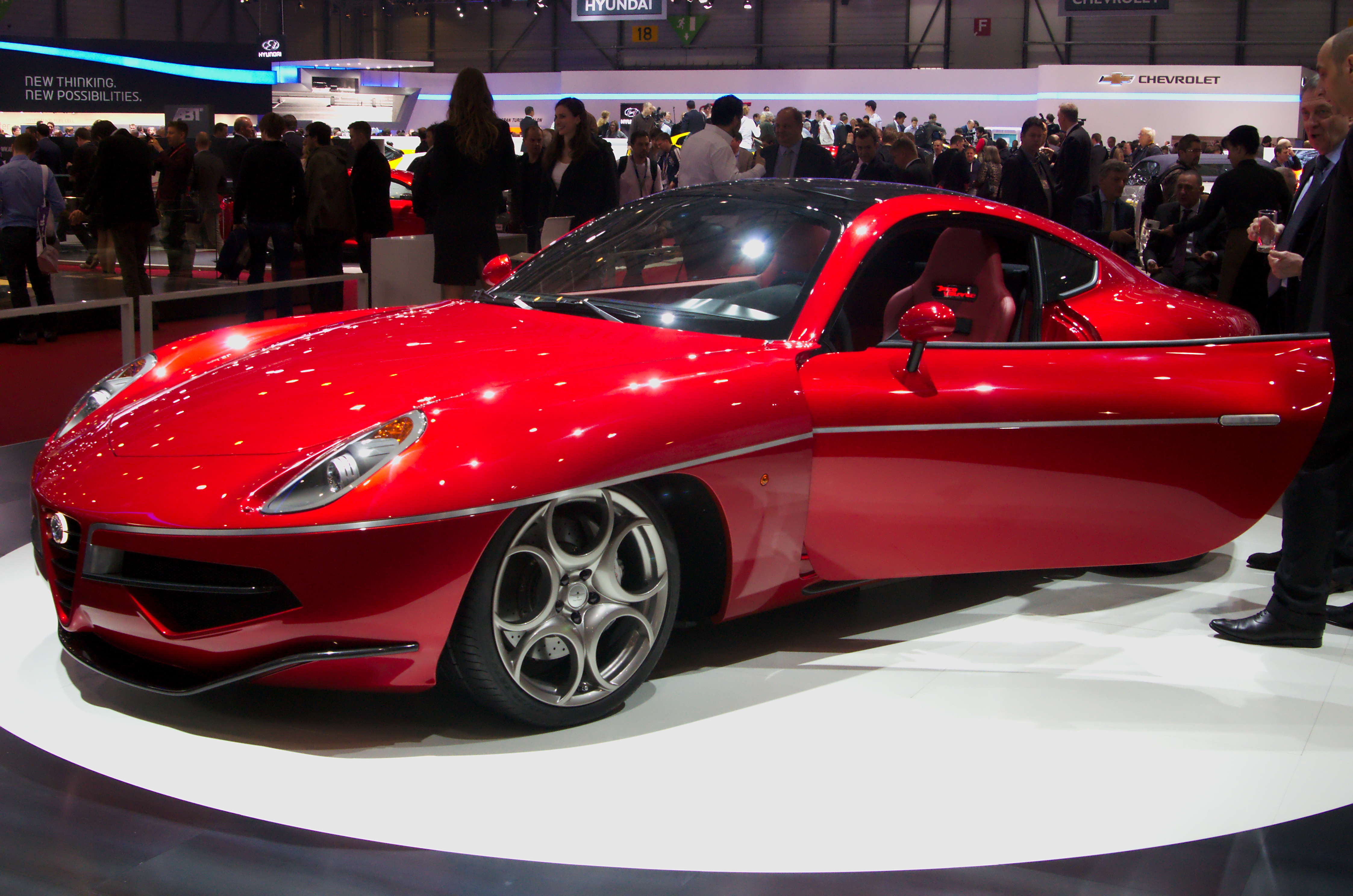
L'Alfa Romeo 8C Competizione Disco Volante Touring al Salone dell'automobile di Ginevra 2013

Nel 1953 l'Alfa Romeo mise a frutto le esperienze maturate con la 6C 3000 Disco Volante lanciando la successiva Alfa Romeo 6C 3000 Competizione Maggiorata nelle competizioni riservate alle vetture Sport come Mille Miglia e 24 Ore di Le Mans.
Nel 1954 l'Alfa Romeo realizzò la 2000 Sportiva, che sarebbe dovuta essere la vettura dedicata ai clienti sportivi, in due versioni, coupé e spider, entrambe con carrozzerie disegnate da Franco Scaglione e realizzate dalla Bertone sul telaio tubolare della 1900 C52 Disco Volante con passo accorciato a 2200 mm. Il progetto che prevede le sospensioni anteriori della 1900 berlina e quelle posteriori a ponte De Dion con parallelogramma di Watt, i freni a tamburo con i posteriori entrobordo e i cerchi a raggi Borrani da 16" non venne poi portato avanti a causa dei costi elevati. Ne vennero prodotti quattro prototipi, due coupé leggermente differenti tra loro, e due spider, simili alle Arnolt-Bristol.
Se in pista la Disco Volante non ottenne successi di rilievo la sua linea divenne talmente famosa che William Lyons si ispirò a queste vetture per disegnare prima la Jaguar D-Type da competizione e poi la sua corrispettiva stradale, la Jaguar E-Type, una delle più belle vetture di tutti i tempi.
Nel 2013 la Carrozzeria Touring ha costruito una discendente diretta della 1900 C52 lanciando l’Alfa Romeo 8C Competizione Disco Volante Touring, una supercar realizzata in piccola serie sulla meccanica della 8C Competizione.

## Destino delle vetture

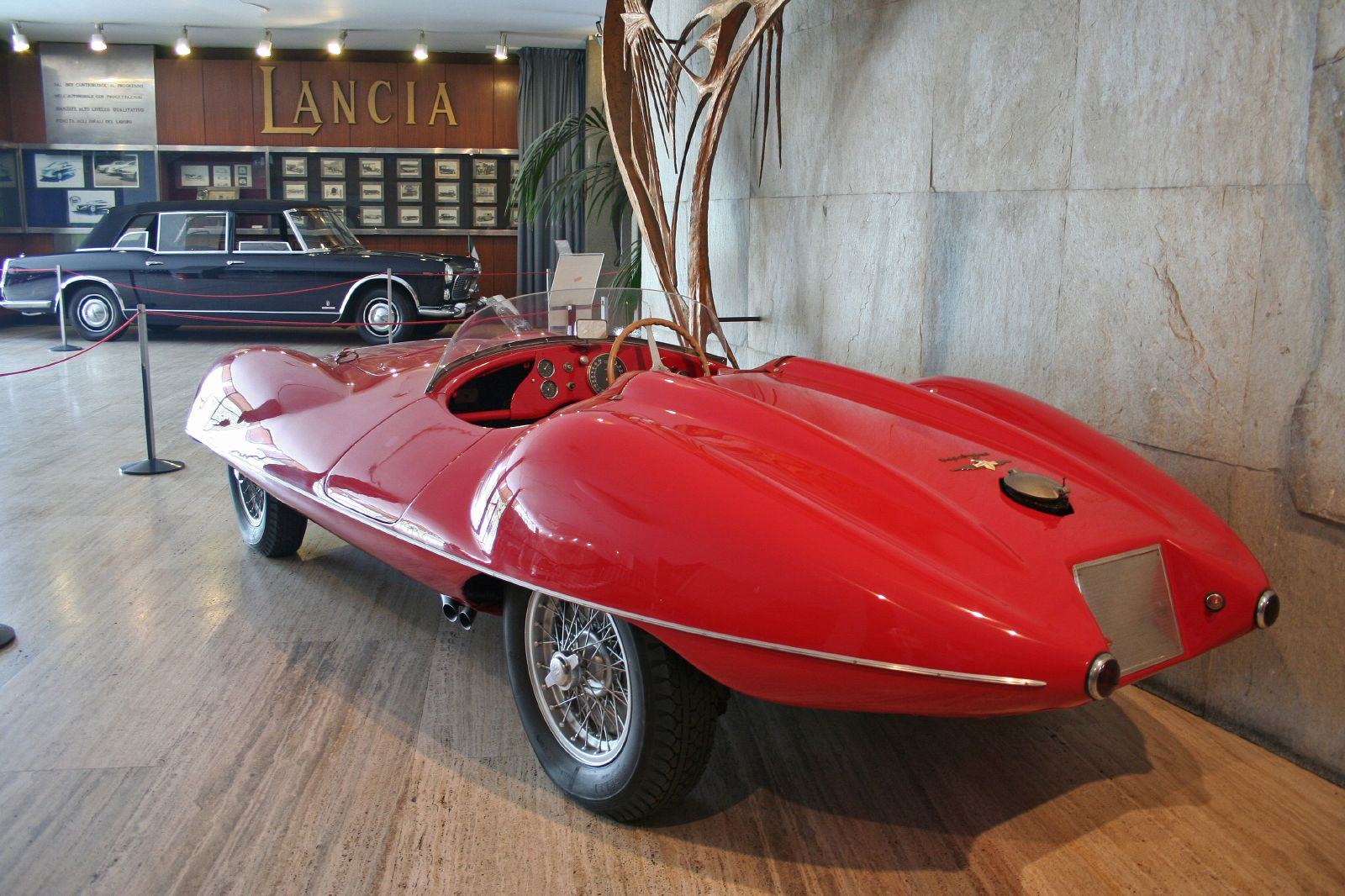
Vista posteriore dell'Alfa Romeo 6C 3000 Disco Volante conservata al MAUTO

Le Disco Volante realizzate dall'Alfa Romeo in collaborazione con la Carrozzeria Touring furono 5: 1 spider, 1 coupé, 1 spider "fianchi stretti" e 2 spider sei cilindri. Oggi si crea confusione perché si tende ad includere tra le Disco Volante anche le 6C 3000 CM, molto simili ma prodotte successivamente.
I due prototipi originali, coupé e spider, con propulsore quattro cilindri sono conservati nel museo storico Alfa Romeo di Arese e tuttora funzionanti e regolarmente impiegati nelle manifestazioni riservate alle auto storiche. La spider "fianchi stretti", l'unica ad aver partecipato in forma privata a delle competizioni all'epoca, è parte della Collezione Schlumpf, ospitata nel Musée de l'automobile di Mulhouse. Delle ultime due spider con motore sei cilindri ne è sopravvissuta una sola, oggi conservata ed esposta al Museo dell'automobile di Torino.

## Caratteristiche tecniche
| | | | | | |
| Configurazione                                                                                                 | | | | | |
| Carrozzeria: Spider                                                                                            | Carrozzeria: Spider | Posizione motore: anteriore longitudinale | Posizione motore: anteriore longitudinale | Trazione: posteriore | Trazione: posteriore |
| Dimensioni e pesi                                                                                              | | | | | |
| Ingombri (lungh.×largh.×alt. in mm): 3950 × 1780 × 1064                                                        | Ingombri (lungh.×largh.×alt. in mm): 3950 × 1780 × 1064 | Ingombri (lungh.×largh.×alt. in mm): 3950 × 1780 × 1064 | Ingombri (lungh.×largh.×alt. in mm): 3950 × 1780 × 1064 | Diametro minimo sterzata: | Diametro minimo sterzata: |
| Interasse: 2200 mm                                                                                             | Interasse: 2200 mm | Carreggiate: anteriore 1235 - posteriore 1200 mm | Carreggiate: anteriore 1235 - posteriore 1200 mm | Altezza minima da terra: | Altezza minima da terra: |
| Posti totali: 2                                                                                                | Posti totali: 2 | Bagagliaio: | Bagagliaio: | Serbatoio: 105 | Serbatoio: 105 |
| Masse | a vuoto: 735 kg | a vuoto: 735 kg | a vuoto: 735 kg | a vuoto: 735 kg | a vuoto: 735 kg |
| Meccanica | | | | | |
| Tipo motore: 4 cilindri in linea, monoblocco e testata smontabile in lega leggera                              | Tipo motore: 4 cilindri in linea, monoblocco e testata smontabile in lega leggera | Tipo motore: 4 cilindri in linea, monoblocco e testata smontabile in lega leggera | Cilindrata: (alesaggio x corsa: 85 x 88 mm) totale: 1997,4 cm³ | Cilindrata: (alesaggio x corsa: 85 x 88 mm) totale: 1997,4 cm³ | Cilindrata: (alesaggio x corsa: 85 x 88 mm) totale: 1997,4 cm³ |
| Distribuzione: 2 valvole per cilindro comandati da 2 alberi a camme in testa con comando a catena e ingranaggi | Distribuzione: 2 valvole per cilindro comandati da 2 alberi a camme in testa con comando a catena e ingranaggi | Distribuzione: 2 valvole per cilindro comandati da 2 alberi a camme in testa con comando a catena e ingranaggi | Alimentazione: 2 carburatori doppio corpo | Alimentazione: 2 carburatori doppio corpo | Alimentazione: 2 carburatori doppio corpo |
| Prestazioni motore                                                                                             | Potenza: 158 CV a 6500 giri/min | Potenza: 158 CV a 6500 giri/min | Potenza: 158 CV a 6500 giri/min | Potenza: 158 CV a 6500 giri/min | Potenza: 158 CV a 6500 giri/min |
| Accensione: a bobina e spinterogeno                                                                            | Accensione: a bobina e spinterogeno | Accensione: a bobina e spinterogeno | Impianto elettrico: | Impianto elettrico: | Impianto elettrico: |
| Frizione: monodisco a secco                                                                                    | Frizione: monodisco a secco | Frizione: monodisco a secco | Cambio: manuale a 4 marce | Cambio: manuale a 4 marce | Cambio: manuale a 4 marce |
| Telaio | | | | | |
| Corpo vettura                                                                                                  | tubolare in acciaio | tubolare in acciaio | tubolare in acciaio | tubolare in acciaio | tubolare in acciaio |
| Sterzo | a vite e settore | a vite e settore | a vite e settore | a vite e settore | a vite e settore |
| Sospensioni | anteriori: a ruote indipendenti con quadrilateri trasversali, molle elicoidali, ammortizzatori idraulici telescopici / posteriori: a ponte rigido con triangolo superiore, puntoni inferiori di reazione, molle elicoidali, ammortizzatori idraulici telescopici | anteriori: a ruote indipendenti con quadrilateri trasversali, molle elicoidali, ammortizzatori idraulici telescopici / posteriori: a ponte rigido con triangolo superiore, puntoni inferiori di reazione, molle elicoidali, ammortizzatori idraulici telescopici | anteriori: a ruote indipendenti con quadrilateri trasversali, molle elicoidali, ammortizzatori idraulici telescopici / posteriori: a ponte rigido con triangolo superiore, puntoni inferiori di reazione, molle elicoidali, ammortizzatori idraulici telescopici | anteriori: a ruote indipendenti con quadrilateri trasversali, molle elicoidali, ammortizzatori idraulici telescopici / posteriori: a ponte rigido con triangolo superiore, puntoni inferiori di reazione, molle elicoidali, ammortizzatori idraulici telescopici | anteriori: a ruote indipendenti con quadrilateri trasversali, molle elicoidali, ammortizzatori idraulici telescopici / posteriori: a ponte rigido con triangolo superiore, puntoni inferiori di reazione, molle elicoidali, ammortizzatori idraulici telescopici |
| Freni | anteriori: a tamburo / posteriori: a tamburo | anteriori: a tamburo / posteriori: a tamburo | anteriori: a tamburo / posteriori: a tamburo | anteriori: a tamburo / posteriori: a tamburo | anteriori: a tamburo / posteriori: a tamburo |
| Pneumatici | 6,00-16 / Cerchi: a raggi tangenti da 16" | 6,00-16 / Cerchi: a raggi tangenti da 16" | 6,00-16 / Cerchi: a raggi tangenti da 16" | 6,00-16 / Cerchi: a raggi tangenti da 16" | 6,00-16 / Cerchi: a raggi tangenti da 16" |
| Prestazioni dichiarate                                                                                         | | | | | |
| Velocità: 220-225 km/h                                                                                         | Velocità: 220-225 km/h | Velocità: 220-225 km/h | Accelerazione: | Accelerazione: | Accelerazione: |
| Altro | | | | | |
| Note | Dati riferiti all'esemplare del Museo Storico | Dati riferiti all'esemplare del Museo Storico | Dati riferiti all'esemplare del Museo Storico | Dati riferiti all'esemplare del Museo Storico | Dati riferiti all'esemplare del Museo Storico |
| Fonte dei dati:                                                                                                | | | | | |